# 프리드리히 하인리히 야코비

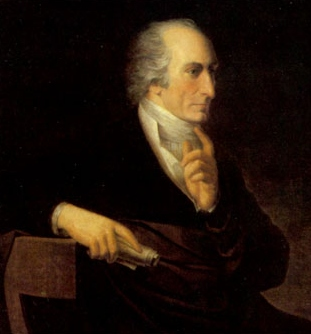

프리드리히 하인리히 야코비(Friedrich Heinrich Jacobi, 1743년 1월 25일 ~ 1819년 3월 10일)는 독일의 철학자다.
독일관념론의 진행에서 스피노자가 중요한 역할을 하도록 한 스피노자 연구를 선도하였다. 《모제스 멘델스존 씨에게 보내는 편지에 나타난 스피노자 학설》을 통하여 스피노자 논쟁을 이끌었다. 또한 야코비는 칸트 시대에 등장한 칸트 비판가이며 독일관념론의 진행에 큰 영향을 끼친 철학자이다. 야코비는 일련의 저술들을 통하여 칸트 철학에 대한 비판을 시도하며 동시에 신앙과 접목된 인식론을 발전시켰다. 야코비의 비판은 칸트에 있어 공간, 시간, 순수오성 개념들의 외부 현실적 사물들과의 비연관성을 지적하였다.

## 생애
1743년 뒤셀도르프에서 태어났다. 프랑크푸르트와 제네바에서 공부한 다음, 21세 젊은 나이에 아버지의 설탕공장을 물려받아 경영인이자 무역상이 되었다. 이 무렵 프리메이슨에 가입해 뒤셀도르프 지부의 재정을 담당했으며 나중에는 윌리히(Jülich)ᐨ베르크(Berg) 공국의 재무 담당 관리로 활동하기도 했다. 제네바에서는 보네(Charles Bonnet)의 계몽주의 저술을 탐독했으며, 루소와 볼테르의 정치 사상에 심취했다.
서른에 접어들면서 오로지 철학과 문학에 집중하기 위해 공장 운영과 무역업을 그만둔다. 6년 뒤인 1779년에는 뮌헨의 각료가 되어 정치에도 참여했다. 그러나 그가 주도한 통상과 세무 행정의 개혁이 벽에 부딪치면서 공직을 접고 낙향했다. 그의 개혁 프로그램은 자유주의에 입각한 것이었지만 바이에른 정권의 권위를 이겨 낼 수 없었다. 이러한 경험을 나중에 애덤 스미스의 정치경제 이론을 지지하는 논문으로 출판했다.
1794년 프랑스 혁명군이 펨펠포르트를 점령한 후 고향을 떠나 홀슈타인과 함부르크에 거주했다. 라인홀트(Karl Leonhard Reinhold)를 알게 된 것은 이 시점이다. 1804년에는 셸링과 함께 뮌헨대학 철학 교수가 되었으며 3년 뒤 바이에른학술원 원장을 지냈다. 말년에는 자신의 저술을 편집하는 일에 몰두했으나 완성하지 못했고, 1819년 뮌헨에서 영면한다. 전집 출간은 1825년 그의 친구 프리드리히 코펜(Friedrich Koppen)이 완성했다.